# American Casino
American Casino is een Amerikaans televisieprogramma dat in Nederland van 2006 tot 2007 te zien was op Discovery Channel. In de Verenigde Staten is de show nu te zien op The Travel Channel.
De show laat de dagelijkse gang van zaken zien bij het Green Valley Ranch casino in Las Vegas. De show laat onder andere zien hoe het achter de schermen verloopt bij grote feesten, goktoernooien en trouwerijen. De show is zijdelings geënt op de eveneens van Discovery Channel afkomstige show American Chopper.